# ジェレミー・アリソン
ジェレミー・アリソン（Jeremy Allison）は自由ソフトウェアコミュニティへの貢献が多いことで有名なコンピュータプログラマである。とりわけ、SMB/CIFSネットワークプロトコルの再実装で、GNU General Public Licenseのもと配布されているSambaへの貢献で有名である。
他の貢献としては、Microsoft Windows NTオペレーティングシステムのユーザパスワードクラッキングユーティリティpwdumpの初版作成がある。

## 自由ソフトウェアの「伝道」(Evangelism)
ジェレミーの経歴において、彼は一貫して自由ソフトウェア擁護の立場をとる:
- 彼はVantive(CRMソフトウェアを販売していた会社で、のちピープルソフトに買収された)の創立者に働きかけて同社のコードを自由ソフトウェアにさせた
- 彼はシグナスソリューションズ(当時)のマイケル・ティーマンにCygwinをGPLでリリースするよう説得した[要出典]
- 同様に彼は、ティム・ウィルキンソン(Tim Wilkinson)にJava仮想マシンのKaffeをGPLの下でリリースするよう説得した
- 彼は、Linux用のXFSファイルシステムをGPLのもとリリースしたシリコングラフィックスの決定に関与している

この自由ソフトウェアへのコミットメントの最たるものは、彼の勤務先だったノベルからの抗議の退社である。2006年、ノベルとマイクロソフトは事業協力に関する契約を締結したが、多くの人はこれがLinuxと他の自由ソフトウェアに対するFUD攻撃の一環であるとみなし、またアリソン自身は、この契約に含まれる事項が特許契約に関するGPLv2第7節と衝突するため、ノベルはSUSE Linuxを含めたGPLによりライセンスされるソフトウェア一切が配布できなくなると主張している。しかしノベル自身はこの契約においては相互の顧客を対象としたものであり、またGPLに矛盾する条項は一切含まれていないと主張している。